# Fèlix Oliver i Fortis
Fèlix Oliver i Fortis (el Masnou, Maresme, 14 de juliol de 1856 - Montevideo, Uruguai, 28 de desembre de 1934) va ser un comerciant i director de cinema català, pioner del cinema a l'Uruguai.
Els seus pares van ser Joan Oliver i Concepció Fortis. El seu pare es dedicava al comerç marítim, professió en la qual Fèlix es va introduir des dels 12 anys. Oliver deixà el Masnou amb la seva família el 1874, primer viatjant als Estats Units i després a diversos països del Carib; finalment s'establiren a l'Uruguai, on es dedicaren als negocis. Fèlix Oliver treballà també com a pintor decoratiu.
El 1898, en un dels seus viatges a Madrid i París, descobrí el cinematògraf i a la tornada portà una càmera i un projector comprats als germans Lumière amb què filmà les primeres escenes de cinema rodades a l'Uruguai. La seva pel·lícula més coneguda és Una carrera de ciclismo en el Velódromo de Arroyo Seco, una cursa de bicicletes filmada el 1898, a la qual seguiren Juego de niñas i Fuente del Prado. Va instal·lar igualment el 1899 un saló de cinema a Montevideo i el 1900 va conèixer Georges Méliès i va aprendre trucs que li permeteren de fer cinema còmic. Les seves pel·lícules, pioneres del cinema uruguaià, es troben a la Cinemateca Uruguaiana.